# Килинский, Ян

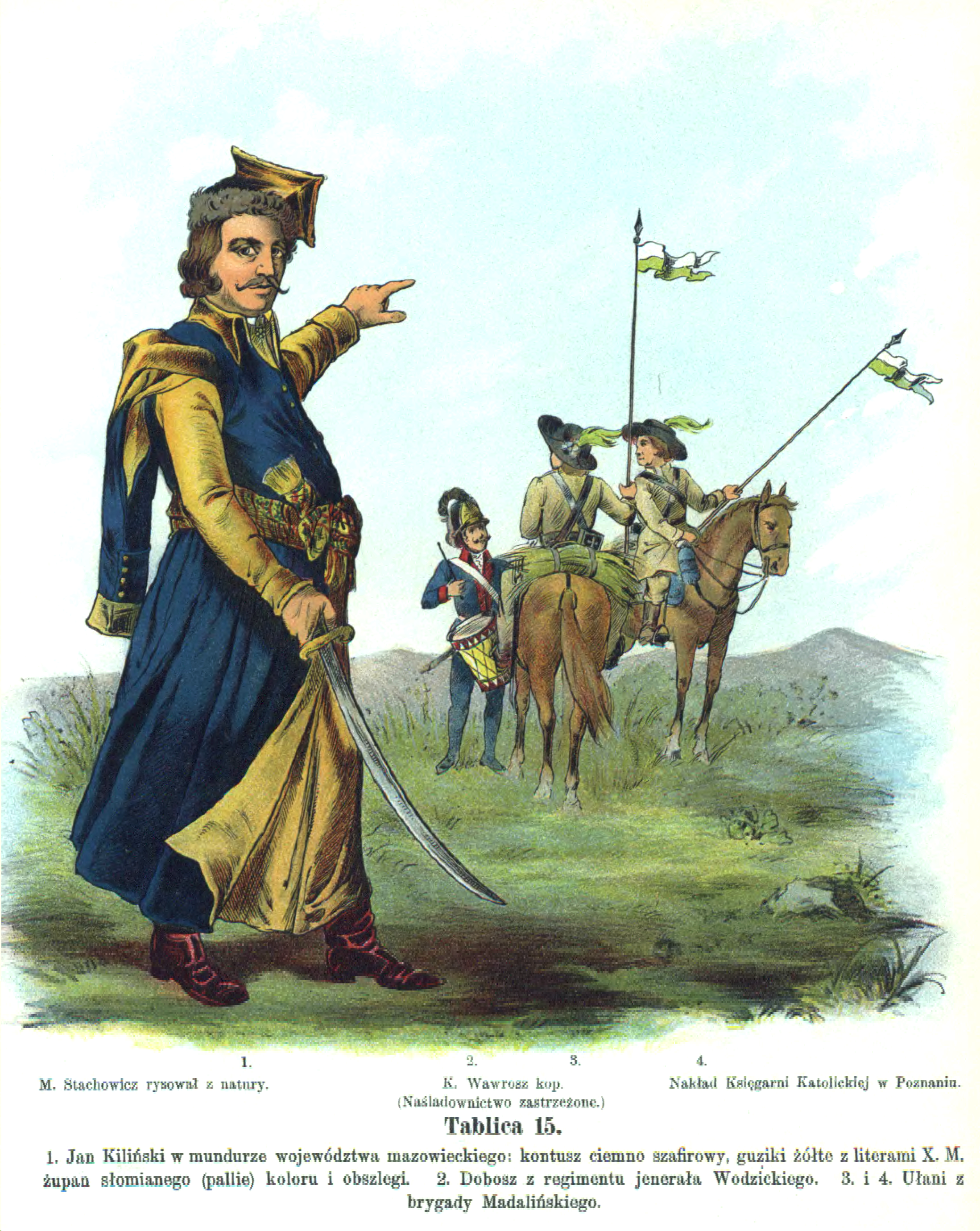
Ян Килинский в мундире мазовецкого воеводства

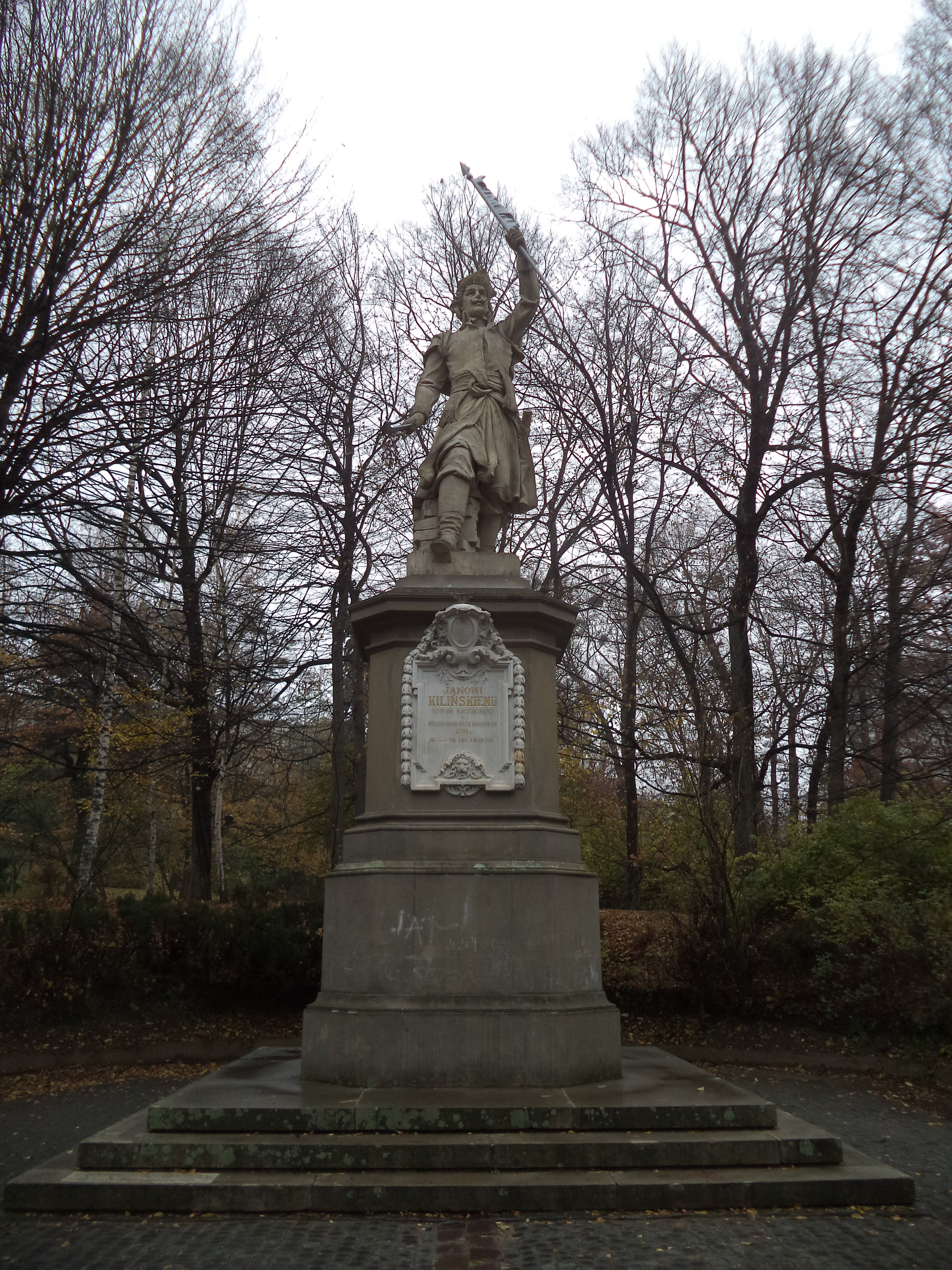
Памятник Яну Килинскому во Львове

Ян Кили́нский (пол. Jan Kiliński; 1760, Познань — 28 января 1819, Варшава) — польский полковник, один из ближайших сподвижников Тадеуша Костюшко.

## Биография
Родился в семье каменщика, архитектора-самоучки Августина. В акте о смерти Я.Килинского местом его рождения значится город Тшемешно Великопольскоего воеводства, но сам Килинский говорит в своих «Записках», что он родился в городе Познани, а в Тшемешно, вероятно, воспитывался и научившись башмачному ремеслу, стал мастером сапожничьего искусства (сапожником-модельером).
В 1780 переехал в Варшаву. В 1788 получил звание мастера-обувщика и стал популярным сапожником как среди столичной знати, так и среди простого народа. В короткое время, он скопил достаточно средств и купил два каменных дома. Затем, как человек, отличавшийся способностями и честностью, Килинский был выбран членом совета (радным) магистрата Варшавы.

## Участие в варшавском восстании
Килинский примкнул к тайному патриотическому обществу, ставившему своей целью восстановление Польши после разделов в её прежних границах. Заговорщики вошли в сношения с эмигрантами: Игнатием Потоцким, Коллонтаем и Костюшко, которого пригласили принять начальство над войском. Костюшко принял предложение. В Варшаве началась подготовка к восстанию, деятельное участие в котором принял Ян Килинский.
17-18 апреля 1794 года, в великий четверг, в Варшаве вспыхнуло кровавое восстание. Ян Килинский возглавил повстанцев. После двух дней ожесточённых боёв с русским гарнизоном под командованием О. А. Игельстрёма, захваченным врасплох, инсургенты овладели столицей. 19 апреля 1794 года варшавяне присоединились к восстанию Костюшко и провозгласили его «Начальником восстания» и «Верховным Начальником Народных вооружённых сил».
Ян Килинский был избран членом временного совета и вошёл в состав народной рады. 28 июня 1794 года по его приказу варшавские вооружённые отряды были отправлены на фронт сражений с русскими частями и пополнили войско Костюшко. 2 июля 1794 года Тадеуш Костюшко присвоил Килинскому чин полковника.
Во время блокады Варшавы пруссаками, летом 1794 года Килинский был назначен начальником 20-го добровольческого полка и содействовал отражению прусских войск от столицы (6 сентября).
После взятия Праги А. В. Суворовым, Килинский был взят в плен и, одновременно с Костюшко, Немцевичем и другими, отвезён в Петербург.
Находился в заключении в Петропавловской крепости до 1796 года. Во время содержания под арестом сочинял стихи и начал писать записки о пережитом. В ноябре 1796 года, сразу же по смерти Екатерины II, вместе с остальными предводителями восстания был освобождён Павлом I, которому принёс верноподданническую присягу.
Освобожденный Ян Килинский покинул Петербург, поселился в городе Вильне, где продолжил заниматься конспиративной деятельностью. Вторично был арестован российскими властями и вывезен в глубь империи.
После возвращения из ссылки отошёл от общественной деятельности, снова поселился в Варшаве, где продолжил заниматься своим ремеслом, писал мемуары, изданные посмертно в двух томах (1830 и 1899 гг.). До конца жизни Ян Килинский получал пенсию от российского императора. Умер в 1819 году.
На погребение Яна Килинского собралось около 30000 варшавян, которые провожали его до могилы. Килинский был похоронен на Повонзковском кладбище, в земляной могиле, без надписи. Его могила до настоящего времени не сохранилась, так как была уничтожена во время перестройки костёла, у которого он был погребён.
Имел семерых детей: от первого брака Франциска, Ваврженца (Лаврентия), Марианну, Агнешку; от второго брака Антония, Игнатия, Юзефу.

## Память
Ян Килинский считается в Польше национальным героем. Его именем названы улицы и площади, учебные заведения, во многих польских городах в честь Килинского поставлены памятники (Варшава, Лодзь, Слупск, Тшемешно и др.).
В 1843 г. польским поэтом В. Полем была написана «История сапожника Килинского».
Во Львове в Стрыйском парке в 1894 г. был установлен памятник (скульптор — Ю. Марковский и Г. Кузневич), старейший из дошедших до настоящего времени. Надпись на памятнике гласит: «Яну Килинскому, сапожнику варшавскому и полковнику войска польского с 1794 года от жителей Львова».
4-й пехотной дивизии 1-й армии Войска Польского было присвоено имя Яна Килинского.
В 1955 г. в честь Килинского в Польше была выпущена почтовая марка.
В 1990 г. режиссёром М. Куберой был снят польский художественный фильм «Ян Килинский».